# セーヴェゾ
セーヴェゾ（伊: Seveso）は、イタリア共和国ロンバルディア州モンツァ・エ・ブリアンツァ県にある、人口約24,000人の基礎自治体（コムーネ）。日本語文献では「セベソ」とも表記される。
1976年7月10日に発生した農薬工場の爆発に伴うダイオキシン汚染災害（セベソ事故）は、化学産業における最大級の災害のひとつであり、これを教訓として化学工場の安全基準（セベソ指令）が設けられた。

## 地理

### 位置・広がり
モンツァ・エ・ブリアンツァ県西部に位置するコムーネで、県都モンツァから北西へ約12km、コモから南南東へ約18km、州都ミラノから北へ約21kmの距離にある。

#### 隣接コムーネ

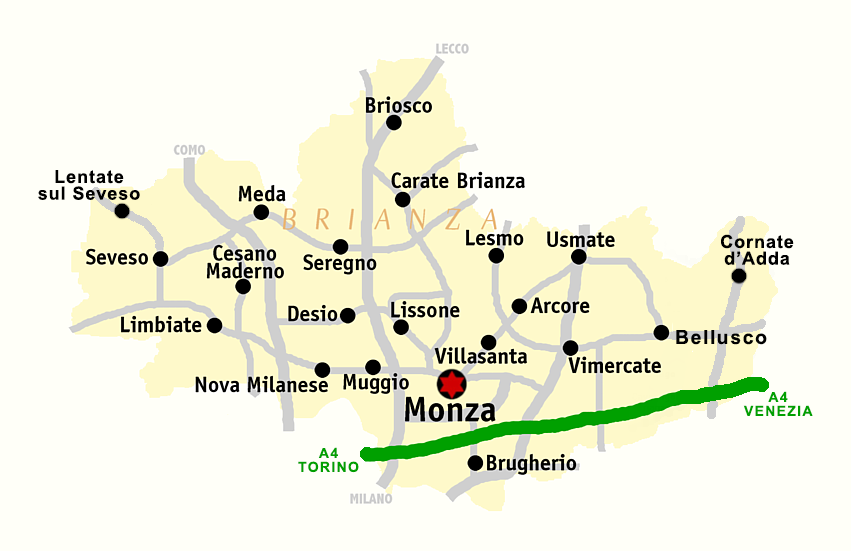
モンツァ・エ・ブリアンツァ県概略図

隣接するコムーネは以下の通り。
- バルラッシーナ
- チェザーノ・マデルノ
- コリアーテ
- メーダ
- セレーニョ

### 気候分類・地震分類
気候分類では、zona E, 2467 GGに分類される。
また、イタリアの地震リスク階級 (it) では、zona 4 (sismicità molto bassa) に分類される。

## 歴史

### セベソ事故
1976年7月10日、ICMESA社の農薬工場の事故により、ダイオキシン類の一種である2,3,7,8-テトラクロロジベンゾ-1,4-ジオキシン(TCDD)がキログラム単位で住宅地区に飛散した。ダイオキシン類の暴露事故としては史上最悪のものである。詳細はセベソ事故を参照のこと。なお、現在では汚染は全て除去されている。